# Ускут Джамісі
Ускут Джамісі (крим. Üsküt Camisi) — мечеть у селі Ускют (Привітне) Ялтинського району Автономної Республіки Крим.
Мечеть Ускут Джамісі — головна історико-культурна пам'ятка передгірного села. Храм є пам'яткою архітектури XIX століття.
У невеликому сквері біля мечеті знаходиться пам'ятник жертвам депортації кримських татар. Ідея пам'ятника депортованим з'явилася у нього ще в 1990-х роках, але реалізувати задумане вдалося тільки у 2012 році. Кошти на пам'ятник збирали всім селом.

## Історія

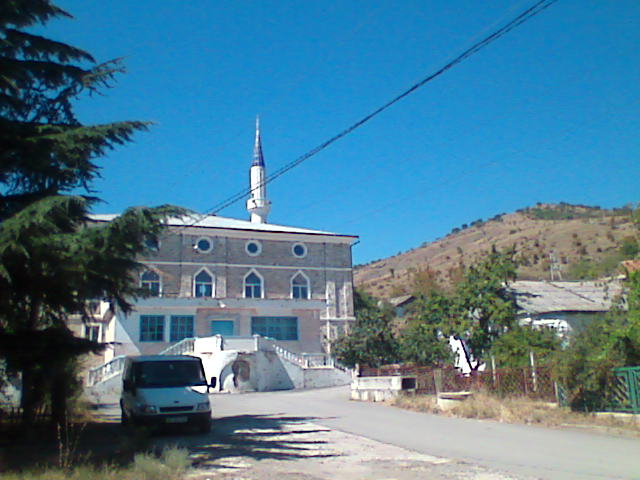
Ускут Джамісі, 2010 рік.

Мечеть упродовж п'яти років з великих кам'яних блоків і дикого каменю будували місцеві жителі, будівництво закінчене у 1825 році. Радянська влада вчинила з архітектурним дивом, як з іншими культовими спорудами в той час: мінарет знесли, мечеть стали використовувати як звичайну будівлю. Відомо, що там був барак, потім склади, потім до розпаду СРСР Будинок культури.
Наприкінці 1990-х років мечеть повернули вірянам. Її реконструкція почалася у 2007 році, мінарет був відбудований заново. На стінах мечеті збереглися унікальні написи.